# Весна (фильм, 1969)
«Весна» (эст. Kevade) — советский художественный фильм, поставленный на киностудии «Таллинфильм» режиссёром Арво Круусементом по одноимённой повести Оскара Лутса. Вместе с фильмами «Лето» и «Осень» образует трилогию, экранизирующую цикл повестей Лутса, который посвящён жизни в приходском центре Паунвере на юго-востоке Эстонии.
Премьерный показ фильма в Эстонии состоялся 5 января 1970 года.

## Сюжет
Середина осени. Занятия в приходском училище Паунвере уже начались, когда в нём появляется новый ученик Арно Тали, пропустивший несколько недель из-за скарлатины. Учитель Лаур сажает Арно за одну парту с Йоосепом Тоотсом, непоседой и озорником, обожающим всякие проделки и книжки про индейцев. Домой, в свой первый школьный день, Арно возвращается с девочкой Теэле, чей хутор Райа находится по соседству от хутора, где живёт Тали. Теэле становится первой любовью романтически настроенного Арно.
Среди колоритных учеников школы — добродушный толстяк Тыниссон и простофиля, плакса и ябеда Георг-Адниэль Кийр, частенько становящийся объектом проделок Йоосепа Тоотса. Например, Тоотс придумывает нелепое имя для новорождённого брата Кийра — Колумбус-Хризостомус, набивается на крестины «Колумбуса» к Кийру, где напивается с ним, затем в самый торжественный момент наречения новорождённого заводит граммофон и скрывается, предоставив мало что соображающему Кийру расхлебывать последствия. А на следующий день Тоотс затаскивает страдающего от похмелья Кийра в нетопленую баню, раздевает его и окатывает ледяной водой, после чего убегает, прихватив одежду незадачливого Георга-Адниэля.
Проделки Тоотса пытается пресечь кистер, главным образом с помощью палки и хорошей трёпки. Но лишь учителю Лауру, предпочитающему воздействовать на учеников убеждением, удаётся ненадолго угомонить Тоотса.
Непременная составляющая жизни учеников Паунвереского училища — драки с детьми немецких помещиков, учащимися расположенной по соседству гимназии. В фильме показаны две стычки, и в обеих юные эстонцы громят немецких гимназистов. В первой драке судьбу сражения решает Тоотс, накаливший в печке кочергу и щипцы, которыми стал прижигать задницы врагов.
Однако в той драке Тыниссону здорово досталось от немцев, избивавших его хлыстами. В отместку он топит, навалив на него тяжелые камни, плот, на котором катаются по реке немцы. Подозрение, однако, падает на звонаря Кристиана Либле, которого из-за этого собираются лишить своей должности. Тали не может смириться с такой несправедливостью, тем более, что он успел подружиться с Либле. Догадавшись, что потопление плота — дело рук Тыниссона и добившись от него признания, Арно собирается рассказать всю правду кистеру. К счастью, по дороге в кистерский кабинет Арно встречает учителя Лаура, которому удается уладить дело так, что Либле оправдывают, Тыниссона не выгоняют из училища, а на Тали не падает клеймо доносчика.
Наступает зима, и река замерзает. Тоотс зовет всех кататься на коньках по ещё тонкому льду. Школьники не без страха следуют за ним, лед проламывается под Теэле и она начинает тонуть. Арно бросается к ней на помощь, но тоже оказывается в воде. К счастью, рядом оказывается Либле, который с помощью верёвки вытягивает Арно и Теэле из полыньи. После этого Арно надолго заболевает.
Зимой в училище появляются ещё два ученика, Яан Имелик и Юри Куслап, сын батрака в хозяйстве Имеликов, по существу, слуга Яана. Жизнерадостный Имелик не утруждает себя учёбой — задания за него делает Куслап, зато прекрасно играет на каннеле, который привез с собой в школу. Теэле забывает своего спасителя и влюбляется в весёлого Имелика, заставляя жестоко страдать бедного Тали. Как-то Арно приходит в дом к Теэле и видит там Имелика, наигрывающего на каннеле.
На одной из школьных перемен Теэле просит сыграть Имелика веселый танец, а Тоотс вытаскивает её в центр круга и заставляет танцевать, как он её вслух называет, «невесту Тали», несмотря на её сопротивление. Арно не решается вмешаться, и Тоотс с Теэле налетают на кистера и сбивают его с ног… А когда Арно, по дороге из школы, пытается объясниться с Теэле, та кричит ему: «Убирайся!». Тали чувствует себя как побитая собака.
Наступает весна. Занятия в школе заканчиваются и ученики разъезжаются по своим домам. Имелик с Куслапом уезжают ещё раньше, причём Имелик даже не прощается с Теэле. Раздосадованная девочка пытается возобновить отношения с Тали, но чувства в нём уже перегорели.

## В ролях
- Арно Лийвер — Арно Тали
- Ааре Лаанеметс — Йоосеп Тоотс
- Рийна Хейн[эст.] — Теэле из Райа
- Кальё Кийск — Кристиан Либле
- Айн Лутсепп — Тыниссон
- Маргус Лепа — Георг Адниэль Кийр
- Эндель Ани[эст.] — кистер, он же Юри-коротышка
- Леонхард Мерзин — учитель Лаур
- Рейн Аедма — Яан Имелик
- Калле Эомойс — Куслап
- Тыну Алвеус — Леста
- Рауль Хааристо — Виппер
- Хейкки Коорт — Петерсон
- Хейдо Селмет — Висак
- Ита Эвер — мама Арно Тали
- Эрвин Абел — папаша Кийр
- Сильвия Лайдла — Кухарка Лийса
- Арнольд Касук — арендатор с церковной мызы
- Эвальд Тордик — пастор

## Съёмочная группа
- Авторы сценария:
  - Кальё Кийск
  - Вольдемар Пансо
- Режиссёр-постановщик: Арво Круусемент
- Оператор-постановщик: Харри Рехе
- Композитор: Вельо Тормис
- Художник-постановщик: Линда Верник
- Режиссёр: Хейки Роотс
- Оператор: Альфред Эльяс
- Звукооператор: Харрии Лаанеметс
- Дирижёр: Эри Клас
- Художник по костюмам: Криста Каянду
- Художник-гримёр: Ростислав Никитин
- Монтаж: Людмила Розенталь
- Редактор: Сильвия Кийк
- Ассистент режиссёра: Малль Яаксон
- Ассистенты оператора: Энн Путник
- Директор: Куло Муст

## Производство
Фильм был снят в 1969 году. Производственный бюджет фильма составил 261 046 рублей.

### Актёрский состав
В роли Йоосепа Тоотса начинал сниматься Рихо Сирен, однако из-за скандала, разразившегося после драки Сирена с одним из его соучеников, Рихо был отстранен от съёмок, а сцены с его участием пересняты. В фильме, тем не менее, можно видеть ноги Рихо Сирена в сцене, где Тоотс катается на коньках по замерзшей речке в Паунвере.
Роль кистера «Юри-коротышки» исполнил оперный певец (тенор), солист тартуского театра «Ванемуйне» Эндель Ани, а в роли пастора — другой солист тартуского театра «Ванемуйне» (бас) Эвальд Тордик. По словам оперной певицы (меццо-сопрано) Алисы Роолайд, входившей в квартет вместе с Ани и Тордиком, прототипом учителя Лаура стал её дед Густав Блументаль, бывший учителем приходского училища в Паламусе, когда в нём учился Оскар Лутс.

### Место съёмки
Роль приходского центра Паунвере «играет» сельский посёлок Паламусе (эст.), непосредственно в котором и в его окрестностях снимался фильм. Паламусе напрямую связано с жизнью Оскара Лутса: деревня Ярвепере, где в 1887 году родился Лутс, относилась к приходу Паламусе, в церкви Паламусе маленький Оскар был крещен, а в приходском училище Паламусе Лутс учился с 1895 по 1899 год. Именно в его стенах происходили события, изображенные Лутсом в его повести «Весна». Здание приходского училища сохранилось, в нём и на прилегающей к нему территории снята значительная часть фильма.

## Прокат
В Паламусе, где учился Оскар Лутс и где проходили съёмки фильма, его премьера прошла на два дня раньше, 3 января 1970 года.
5 января 1970 года фильм вышел в прокат в Эстонии. В 1970 году «Весну» в кинотеатрах Эстонии посмотрели 558 тысяч зрителей. В 1971 году по всему СССР фильм посмотрели 8,1 млн кинозрителей.

## Отзывы
30 апреля 2012 года по результатам организованного эстонской ежедневной газетой Postimees опроса фильм был признан лучшим эстонским фильмом киностолетия (1912—2012).